# Gerald Cook
Gerald T. Cook Jr. (* 1920 oder 1921; † 22. Oktober 2006 in Montgomery Place, Chicago) war ein US-amerikanischer Jazz- und Bluesmusiker (Piano, Arrangement).

## Leben und Wirken
Cook studierte Klavier bei Ray Lev und Komposition bei Nadia Boulanger. Er trat mit dem Illinois Symphony Orchestra auf und begleitete auch viele Sänger, darunter Ethel Waters, Lena Horne, Carmen McRae, Shirley Jones, Johnny Hartman, Sammy Cahn und E. Y. Harburg.

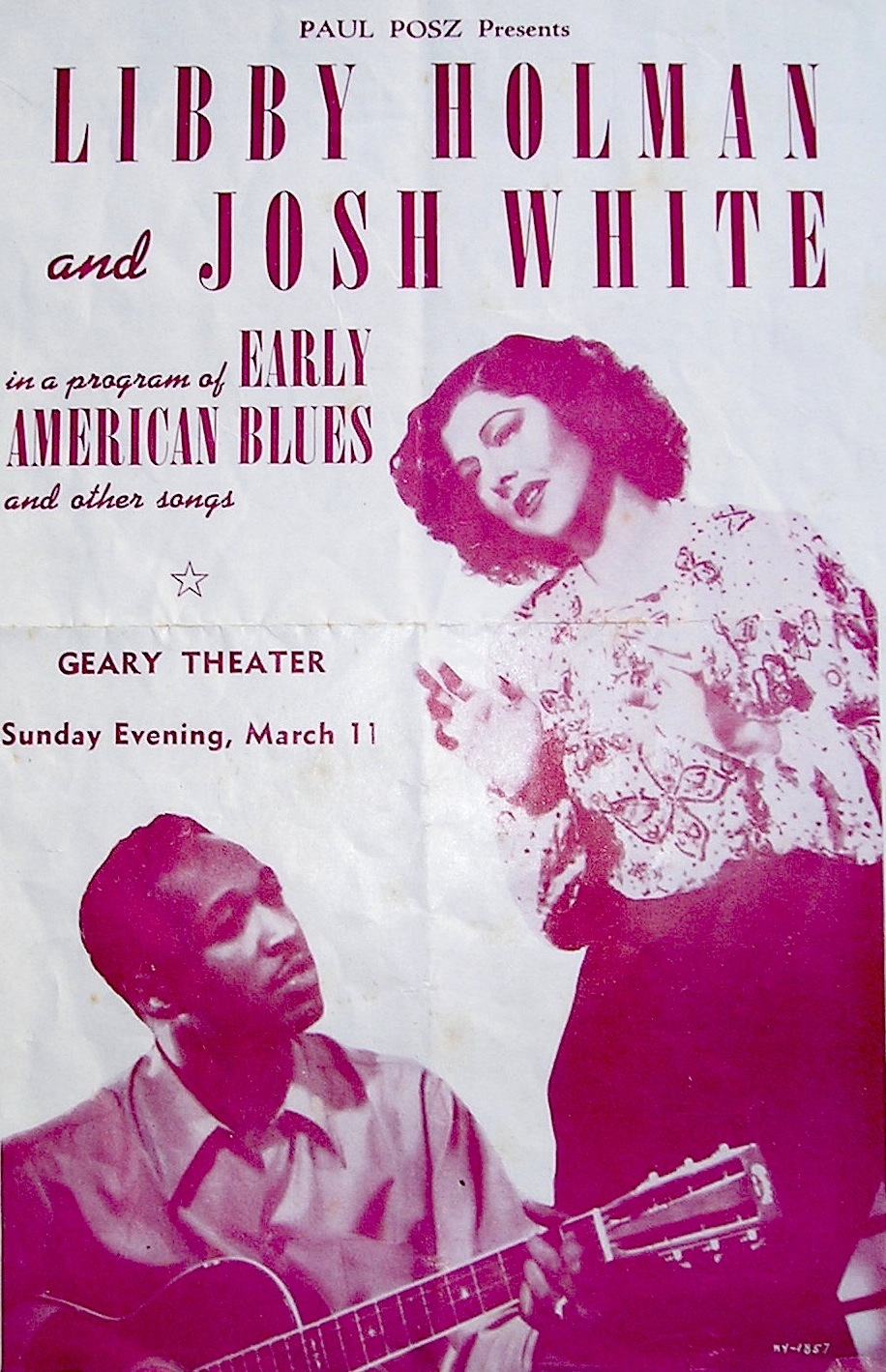
Libby Holman und Josh White (Tourneeplakat)

Cook arbeitete fast 25 Jahre, von 1947 bis 1971, mit der Sängerin Libby Holman zusammen; so war er Pianist und musikalischer Leiter für ihre One-Woman-Show „Blues, Ballads and Sin-Songs“, die 1954 im Bijou Theatre begann. Er war ihr Begleiter und musikalischer Arrangeur auf ihren Alben „The Legendary Libby Holman“ und „Something to Remember Her By“ und ihr Begleiter auf Tourneen, einschließlich einer Tournee mit dem Gitarristen und Folksänger Josh White.
Von 1978 bis zu ihrem Tod im Jahr 1984 trat Cook jeden Abend als Begleitpianist der Sängerin Alberta Hunter im Club Cookery auf. Er fungierte auch als Arrangeur für Hunter und tourte mit ihr in Brasilien, Paris und Berlin. Er begleitete sie auch bei ihrem Gastspiel im Weißen Haus vor Präsident Jimmy Carter. Cook war außerdem verantwortlich für Hunters Arrangements im Soundtrack von Robert Altmans Film Du wirst noch an mich denken sowie für die Alben The Glory of Alberta Hunter, Amtrak Blues und Look for the Silver Lining. Mit Hunter wirkte er auch in dem Film Du wirst noch an mich denken (1978, Regie  Alan Rudolph) mit. Cook starb 2006 nach längerer Krankheit im Alter von 85 Jahren.